# كأس سلوفاكيا 1993–94
كأس سلوفاكيا 1993–94 هو موسم من كأس سلوفاكيا. فاز فيه نادي سلوفان براتيسلافا.